# Eragrostis hypnoides
Eragrostis hypnoides là một loài thực vật có hoa trong họ Hòa thảo. Loài này được (Lam.) Britton, Stern & Poggenb. mô tả khoa học đầu tiên năm 1888.

## Hình ảnh

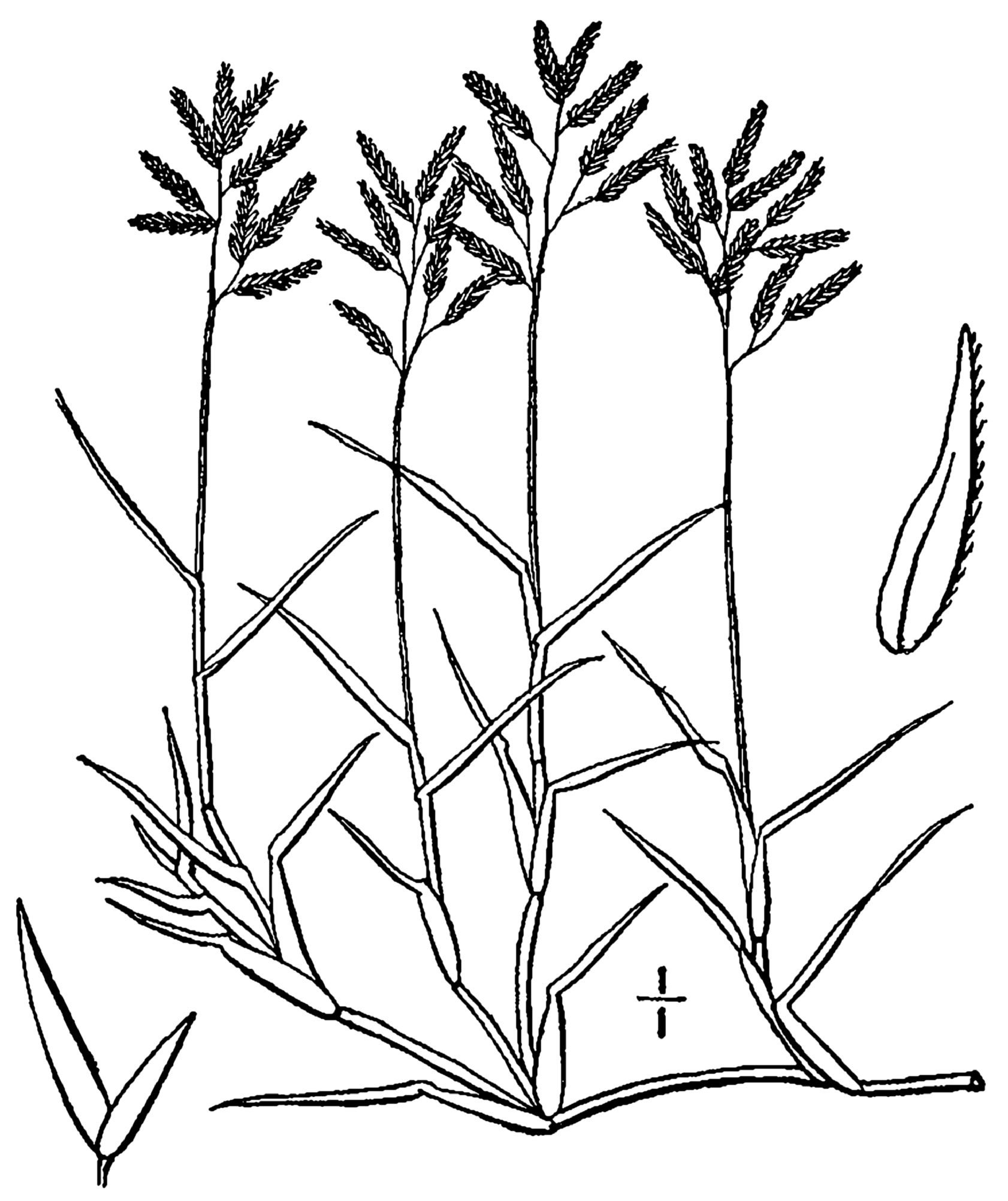
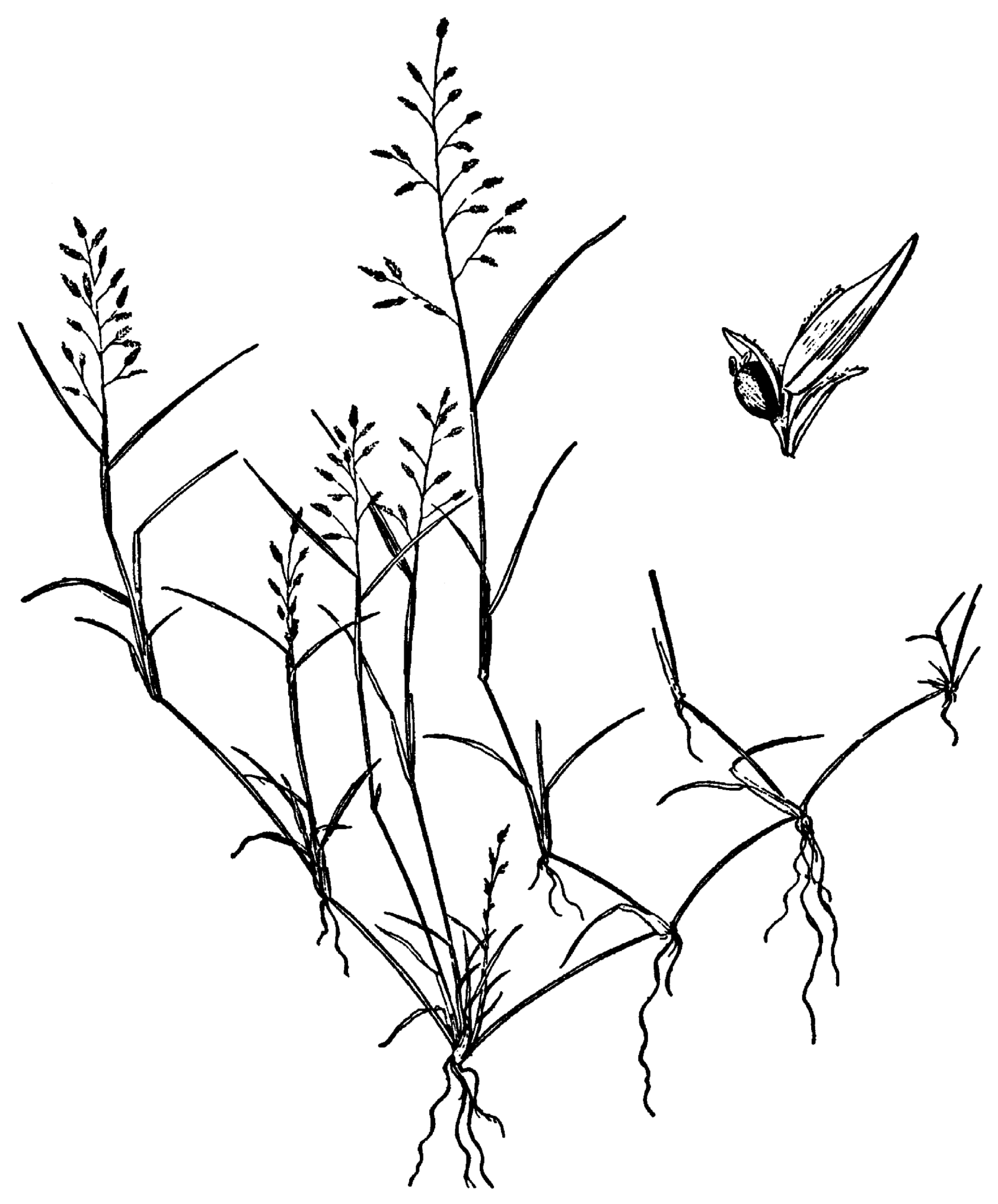
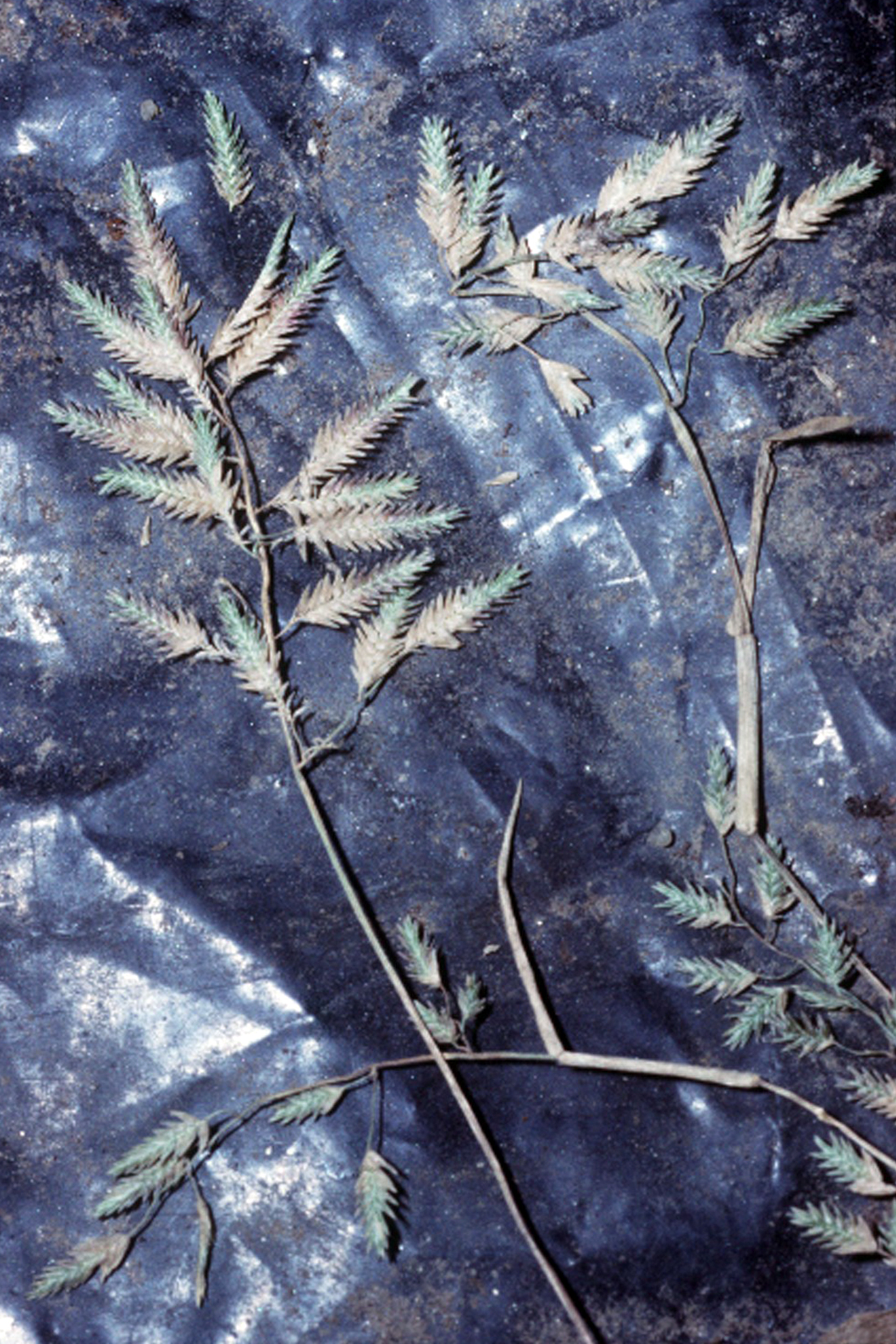
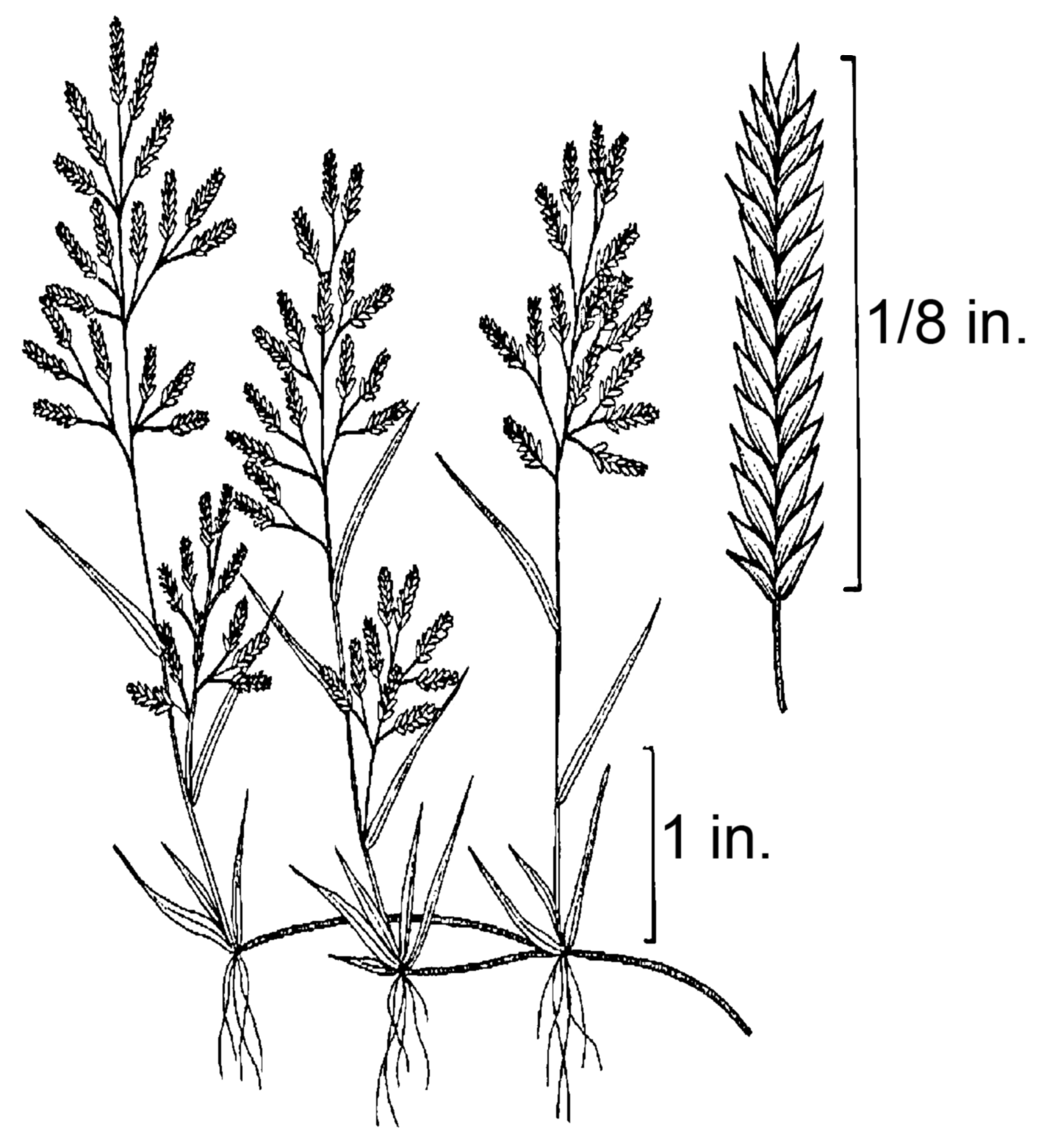